# Drepanosticta robusta
Drepanosticta robusta är en trollsländeart som beskrevs av Fraser 1926. Drepanosticta robusta ingår i släktet Drepanosticta och familjen Platystictidae. Inga underarter finns listade i Catalogue of Life.